# 刘起元
刘起元（？—1730年），是清朝政治人物。
雍正四年（1726年），云南乌蒙（今昭通市昭阳区土城）改土歸流后，刘起元擔任流官，是年四月，屯兵於东川，並招降禄鼎坤。刘起元贪婪无度。雍正八年（1730年），乌蒙土目禄万福趁機在乌蒙发动兵变，刘起元逃至荔枝河被杀，云贵川三省接壤处的土司群起响应。